# Slime You Out
«Slime You Out» es una canción del rapero canadiense Drake con la colaboración de la cantautora estadounidense SZA. Fue lanzada el 15 de septiembre de 2023 a través de OVO Sound y Republic Records como el segundo sencillo del álbum de estudio de Drake For All the Dogs. La canción fue producida por el propio Drake, 40, Bnyx, Noel Cadastre y Dalton Tennant, y fue escrita por los cinco anteriores con SZA, C. Powell y G. Lapointe.

## Antecedentes
Ambos artistas coincidieron en algo por primera vez fue en la letra de «Mr. Right Now» que se lanzó en 2020, cuando Drake reveló que había salido con ella en 2008.Tras esas declaraciones, SZA decidió dejarlo de seguir en Instagram. Sin embargo, más tarde ella confirmó que efectivamente salieron en 2009 y que "todo es paz y amor". En diciembre de 2022, se reafirmó una vez más que siempre sí se llevaban bien.
El 14 de septiembre de 2023, Drake y SZA compartieron en sus redes sociales una foto de una joven Halle Berry cubierta de slime verde en los Kids' Choice Awards 2012,en lo que daba a entender que iban a sacar un tema juntos.Sin embargo, las publicaciones no contenían mucha información, solo se etiquetaban entre sí.Berry expresó su decepción con Drake en Instagram, afirmando que cuando el equipo del rapero le pidió que le diera permiso para usar su foto como portada del sencillo, ella se negó.El sencillo finalmente se anunció el 15 de septiembre.

## Posicionamiento en las listas
| listas (2023)                          | posición |
| -------------------------------------- | -------- |
| Australia (ARIA)                       | 12       |
| Australia Hip Hop/R&B (ARIA)           | 3        |
| Austria (Ö3 Austria Top 40)            | 50       |
| Canadá (Canadian Hot 100)              | 2        |
| Dinamarca (Tracklisten)                | 21       |
| Francia (SNEP)                         | 87       |
| Alemania (Offizielle Deutsche Charts)  | 56       |
| Global 200 (Billboard)                 | 3        |
| Islandia (Plötutíðindi)                | 8        |
| Irlanda (IRMA)                         | 13       |
| Italia (FIMI)                          | 64       |
| Letonia (LAIPA)                        | 17       |
| Lituania (AGATA)                       | 40       |
| Luxemburgo (Billboard)                 | 11       |
| MENA (IFPI)                            | 16       |
| Países Bajos (Mega Single Top 100)     | 37       |
| Netherlands (Tipparade)                | 19       |
| New Zealand (Recorded Music NZ)        | 9        |
| Norway (VG-lista)                      | 19       |
| South Africa (Billboard)               | 4        |
| Sweden (Sverigetopplistan)             | 26       |
| Suiza (Schweizer Hitparade)            | 19       |
| UAE (IFPI)                             | 10       |
| Reino Unido (UK Singles Chart)         | 10       |
| Reino Unido (UK R&B Chart)             | 3        |
| Estados Unidos (Billboard Hot 100)     | 1        |
| Estados Unidos (Hot R&B/Hip-Hop Songs) | 1        |
| Estados Unidos (Rhythmic)              | 31       |